# Норвічтер'єр
Норвічтер’єр – це порода собак, яка походить із Сполученого Королівства і була виведена для полювання на дрібних гризунів. Завдяки доброзичливому характеру норвічтер’єри сьогодні переважно є собаками-компаньйонами. Одні з найменших тер’єрів, ці собаки загалом здорові. У невеликих за розміром собак буває необхідність кесаревого розтину. Їх капловухий різновид - норфолктер'єр .

## Опис

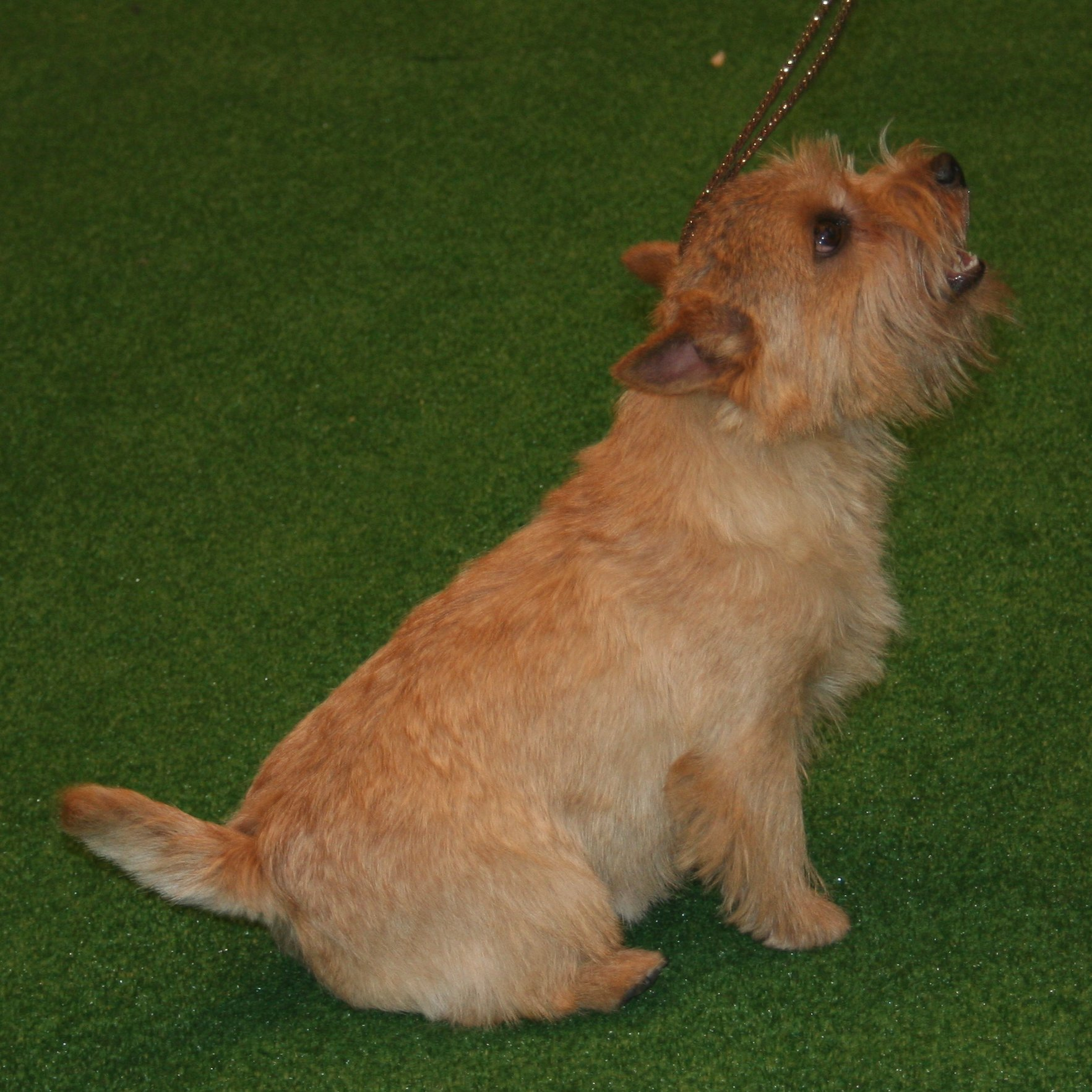
Норвіч тер'єр.

### Зовнішній вигляд
Ці тер’єри є одними з найменших робочих тер’єрів: оптимальній ріст - 25см у холці, з гострими вухами та подвійною шерстю, яка буває рудого, пшеничного, чорно-підпалого та грізлі кольору.  Довжина хвоста норвічтер’єрів стандартом не визначена. Хвіст може купіруватися.

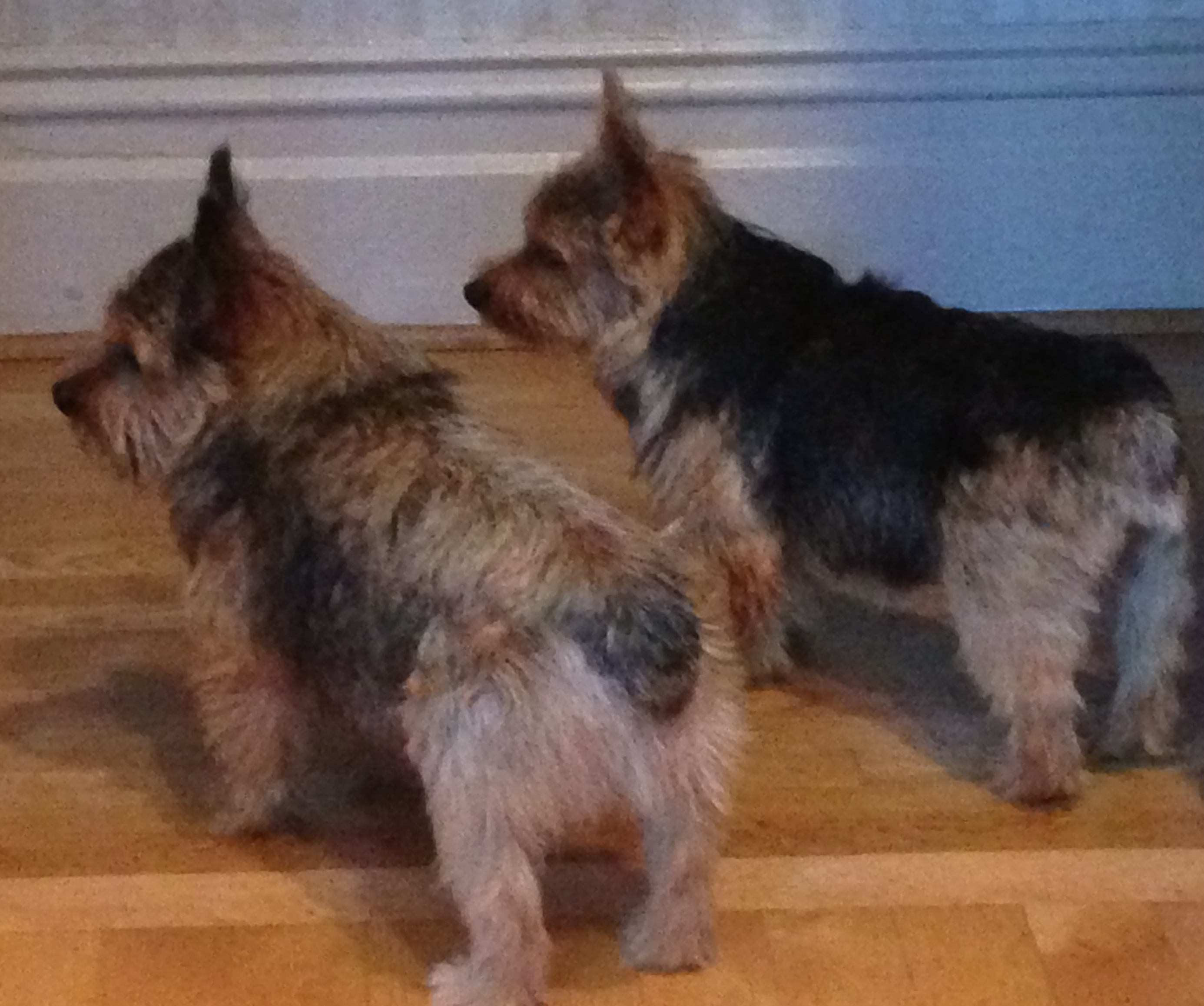
Грізл і чорно-підпалий норвічтер'єр

### Темперамент
Ці маленькі, але витривалі собаки, як правило, сміливі, розумні та ласкаві. Вони безстрашні, але для них незвично бути агресивними. Вони енергійні та ведуть активне життя. Відомо, що вони постійно голодні і з’їдять усе, що можна їсти. Вони прагнуть догодити, але мають власний розум. Вони можуть бути дуже чутливими до лайки. Їх не слід тримати на вулиці самих або в розпліднику, оскільки вони насолоджуються товариством своїх власників. Відомо, що Норвіч не гавкає без потреби, але попередить, якщо наближається незнайомець. Як тільки вони розуміють, що загрози немає, вони стають досить дружніми. Норвічи, як правило, добре ладнають з дітьми, і якщо їх познайомити з іншими домашніми тваринами, вони, як правило, мирно живуть разом, хоча слід бути обережними з домашніми гризунами, котрих можна прийняти за здобич.

## Здоров'я
Дослідження порід у США та Великобританії вказують на тривалість життя норвічтер’єра 13–13,5 років.  Норвіч тер’єр вважається здоровою породою, без прихованих генетичних захворювань.

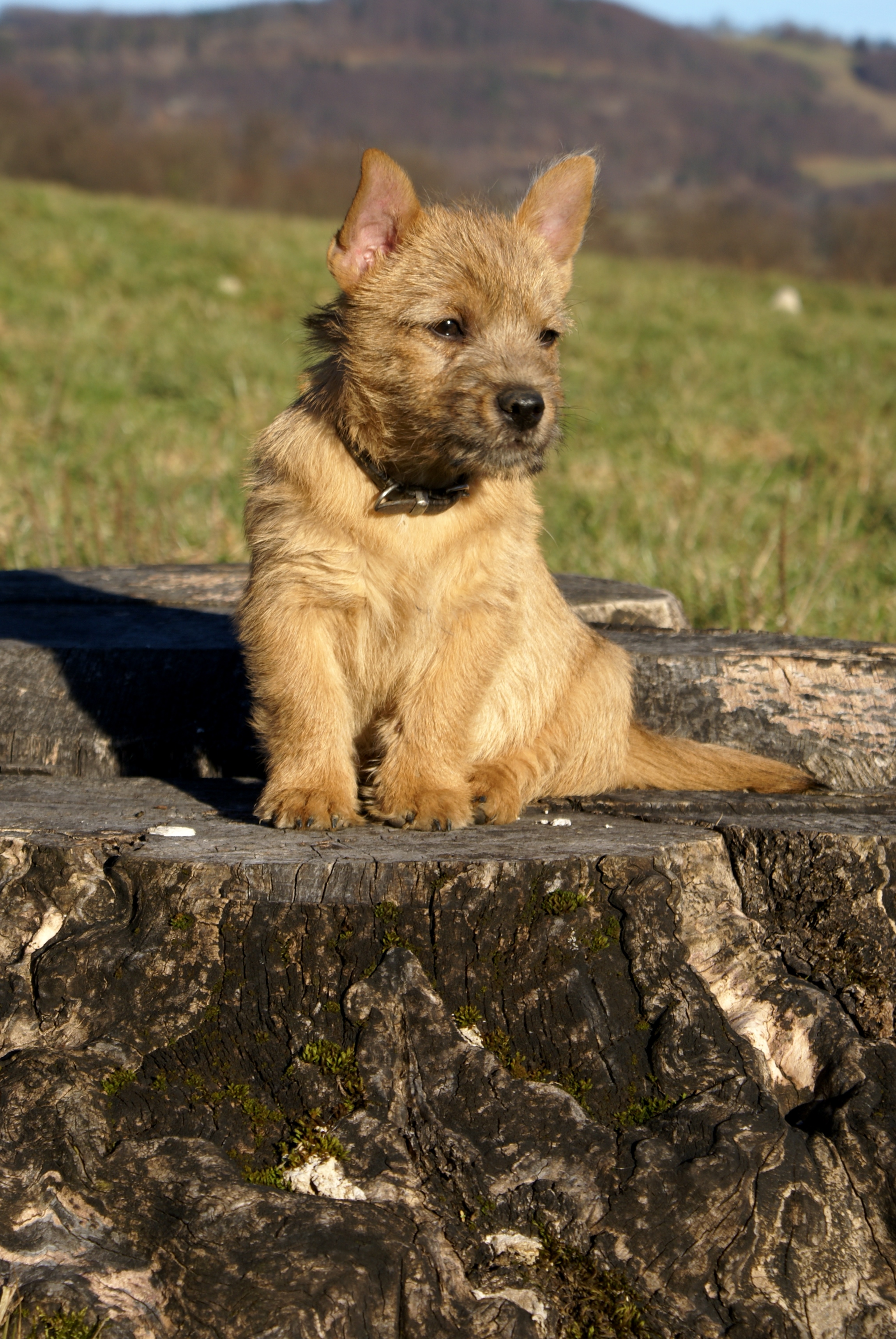
Цуценя норвіч тер'єра

### Грумінг
Норвічтер'єр має дві шерсті - жорстку верхню шерсть і м'який теплий підшерсток. В ідеалі шерсть розчісують сталевим гребінцем щодня або раз на тиждень, щоб видалити відмерлі волоски та запобігти матуванню. Належний догляд за шерстю вимагає тримінгу, або висмикування старих волосків з шерсті (за допомогою пальців та/або «ножа для зачищення», спеціального гребінця для догляду). </link> Зачистка призводить до того, що шерсть зберігає належний вигляд, а також здоров’я шкіри та шерсті собаки. Як мінімум шерсть слід знімати один раз восени і один раз навесні. Стрижка негативно впливає на текстуру шерсті.

### Купірування хвоста
Тільки Американський кінологічний клуб вимагає середнього купірованого хвоста (досить довгого, щоб його могла вхопити рука людини), хоча природний хвіст не є дискваліфікацією. У Канаді та більшій частині Австралії купірування хвоста є необов’язковим, але в Новому Південному Уельсі це незаконно. У Сполученому Королівстві купірування хвоста дозволено лише робочим собакам і заборонено для собак, яких розводять як домашніх тварин або для виставок.  Інші країни, які заборонили купірування хвоста: Норвегія в 1987 році та Швеція в 1988 році. За останні чотири роки Кіпр, Греція, Люксембург і Швейцарія також вирішили ввести заборону на купірування хвоста. 

## Норвіч тер'єр в Україні
Відповідно до реєстру Кінологічної спілки України, в країні станом на 2023 рік 7 розплідників норвіч тер'єрів

## Дивись також
- Портал собак
- Список порід собак